# Mi Ranchito Estate (Teksas)
Mi Ranchito Estate je naseljeno mjesto za statističke potrebe u američkoj saveznoj državi Teksas. Prema popisu stanovništva iz 2010. u njemu je živjelo 281 stanovnika.